# Texcalaco
Texcalaco är en ort i Mexiko.   Den ligger i kommunen Teteles de Avila Castillo och delstaten Puebla, i den sydöstra delen av landet, 180 km öster om huvudstaden Mexico City. Texcalaco ligger 1 895 meter över havet och antalet invånare är 450.
Terrängen runt Texcalaco är lite bergig, och sluttar norrut. Runt Texcalaco är det tätbefolkat, med 343 invånare per kvadratkilometer. Närmaste större samhälle är Teziutlan, 9,9 km öster om Texcalaco. Omgivningarna runt Texcalaco är en mosaik av jordbruksmark och naturlig växtlighet.